# Gemeni, Mehedinți
Gemeni este un sat în comuna Dârvari din județul Mehedinți, Oltenia, România.